# Xylotheca tettensis
Xylotheca tettensis är en tvåhjärtbladig växtart som först beskrevs av Johann Friedrich Klotzsch, och fick sitt nu gällande namn av Ernest Friedrich Gilg. Xylotheca tettensis ingår i släktet Xylotheca och familjen Achariaceae.

## Underarter
Arten delas in i följande underarter:
- X. t. fissistyla
- X. t. kirkii
- X. t. macrophylla